# Мелеєштій-де-Сус
Мелеєштій-де-Сус (рум. Mălăeștii de Sus) — село у повіті Прахова в Румунії. Входить до складу комуни Думбревешть.
Село розташоване на відстані 76 км на північ від Бухареста, 19 км на північ від Плоєшті, 67 км на південний схід від Брашова.

## Населення
За даними перепису населення 2002 року у селі проживали 218 осіб, усі — румуни. Усі жителі села рідною мовою назвали румунську.